# Kevin Walter
Kevin Patrick Walter (Lake Forest, 4 agosto 1981) è un giocatore di football americano statunitense che gioca nel ruolo di wide receiver nella National Football League (NFL) e dal 2014 è free agent. Fu scelto nel corso del settimo giro (255º assoluto) del Draft NFL 2003 dai New York Giants. Al college ha giocato a football alla Eastern Michigan University.

## Carriera professionistica

### New York Giants
Walter fu scelto nel corso del settimo giro del Draft 2003 dai New York Giants, venendo svincolato durante il training camp.

### Cincinnati Bengals
Dopo la cessazione del rapporto coi Giants, Walter firmò coi Cincinnati Bengals. Walter trascorse coi Bengals tre anni come riserva e giocando negli special teams, anche se disputò quasi tutte le partite con un paio di presenze come titolare.

### Houston Texans
Gli Houston Texans firmarono Waltercome restricted free agent nell'estate 2006, dando in cambio ai Bengals una scelta del settimo giro del Draft. Dopo l'infortunio del Pro Bowler Andre Johnson, Walter divenne il ricevitore principale dei Texans, stabilendo un primato di 160 yard ricevute nella settimana 6 contro i Jacksonville Jaguars. Nelle stagioni successive rimase stabilmente il titolare dei Texans, mettendo a referto i propri primati stagionali nella stagione 2008 quando ricevette 899 yard e segnò 8 touchdown su ricezione.
Con la vittoria sui Denver Broncos nella settimana 3 della stagione 2012, i Texans partirono per la prima volta nella loro storia con un record di 3-0: Kevin guidò la squadra con 73 yard ricevute e segnò il primo touchdown della stagione. Houston si portò su un record di 6-1 nel turno dominando i Baltimore Ravens per 43-13 con Walter che ricevette 74 yard e segnò un touchdown.
Il 12 marzo 2013, Walter fu svincolato dai Texans.

### Tennessee Titans
Il 1º aprile 2013, Walter firmò coi Tennessee Titans.

## Vittorie e premi
Nessuno

## Statistiche
| Partite totali         | 152   |
| Partite da titolare    | 92    |
| Ricezioni              | 356   |
| Yard su ricezione      | 4.379 |
| Touchdown su ricezione | 25    |

Statistiche aggiornate alla stagione 2013